# سیرکل دی-کیسی استیتس، تگزاس
سیرکل دی-کیسی استیتس (به انگلیسی: Circle D-KC Estates) یک منطقهٔ مسکونی در ایالات متحده آمریکا است که در شهرستان بستراپ، تگزاس واقع شده‌است. سیرکل دی-کیسی استیتس ۲٬۳۹۳ نفر جمعیت دارد و ۱۵۳٫۰۱ متر بالاتر از سطح دریا واقع شده‌است.